# Двойной рифовый узел
Двойно́й ри́фовый у́зел (от нидерл. rееf, rif; англ. Bow Knot — «бантовый узел») — бытовой связывающий временный узел. Представляет собой разновидность прямого (рифового) узла, но второй полуузел выполняют двумя петлями. Применяют в быту для завязывания шнурков обуви, бантов в волосах, крепления свёртков и пакетов, декоративных целей. В морском деле не применяют.
Также является одним из «любовных» узлов.

## Способ завязывания

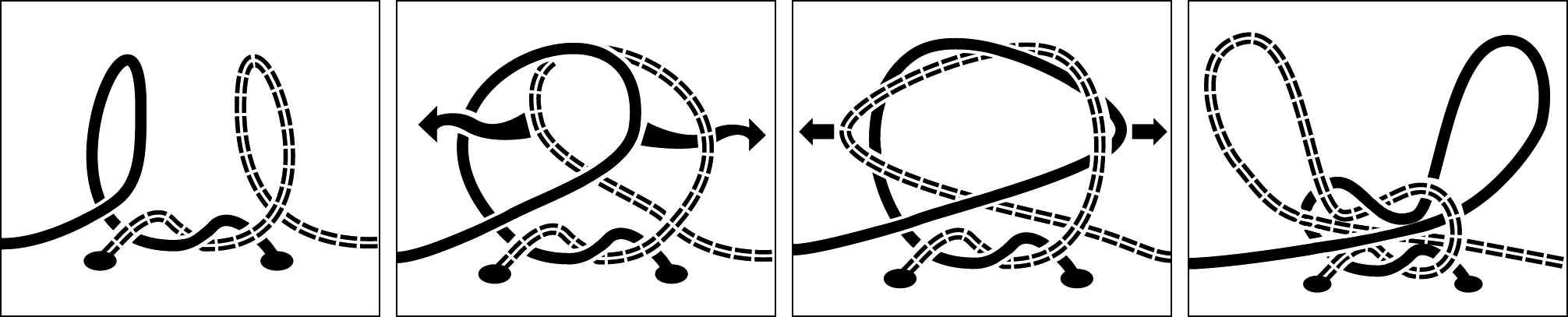

Существуют несколько способов завязывания. Завязать прямой узел (но с двумя петлями на втором полуузле). Также в быту существуют несколько изменений узла, повышающих надёжность, например, сначала делают двойной полуузел, затем полуузел с петлями, или сначала полуузел, затем двойной полуузел с петлями.
Ошибки при завязывании
- Ошибка — второй полуузел завязывают в ту же сторону, что и первый полуузел, тогда вместо прямого узла формируют бабий узел и шнурки часто развязываются сами

## Признаки
Плюсы
- Легко завязывать
- Легко развязывать

Минусы
- Легко ошибиться при завязывании
- Может потребоваться третий полуузел для закрепления второго полуузла (или как-либо иначе повысить надёжность узла)

## Применение
В быту
Применяют в быту для декоративных целей и повседневного связывания:
- Закрепить причёску волос лентой
- Закрепить стоячий воротник галстуком «бабочка»
- Связать упаковку свёртков при покупке
- Затянуть обувной шнурок

## Фотогалерея

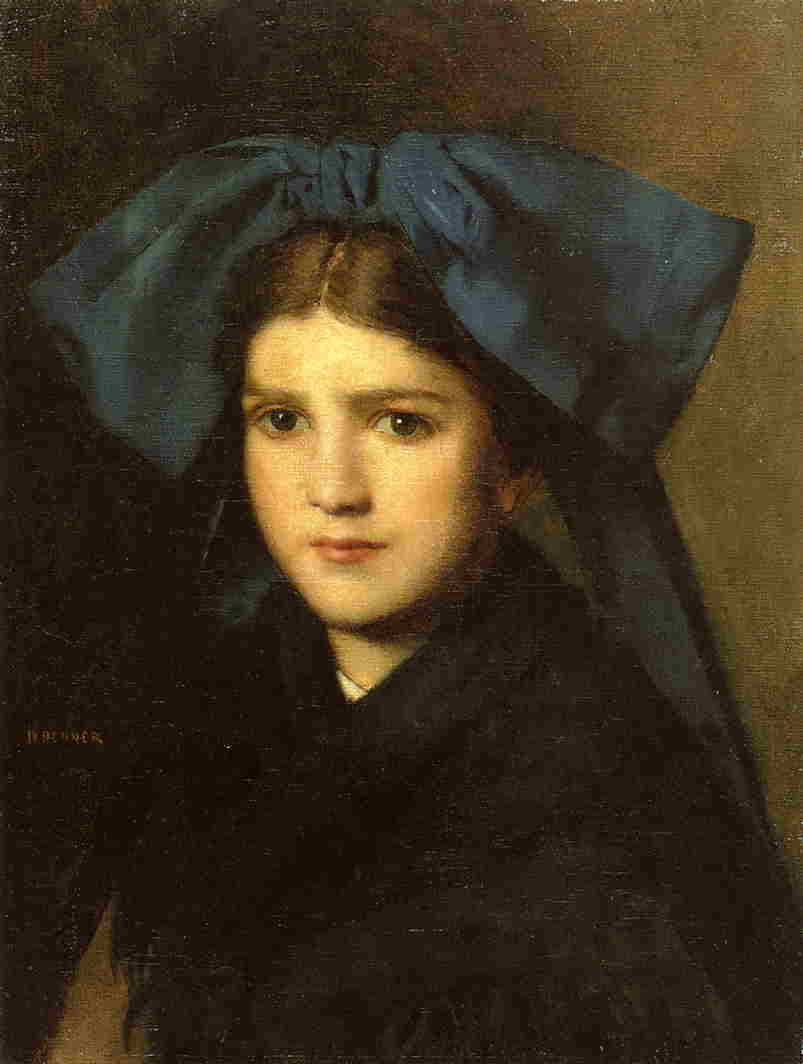
Бант, аксессуар на причёске женских волос
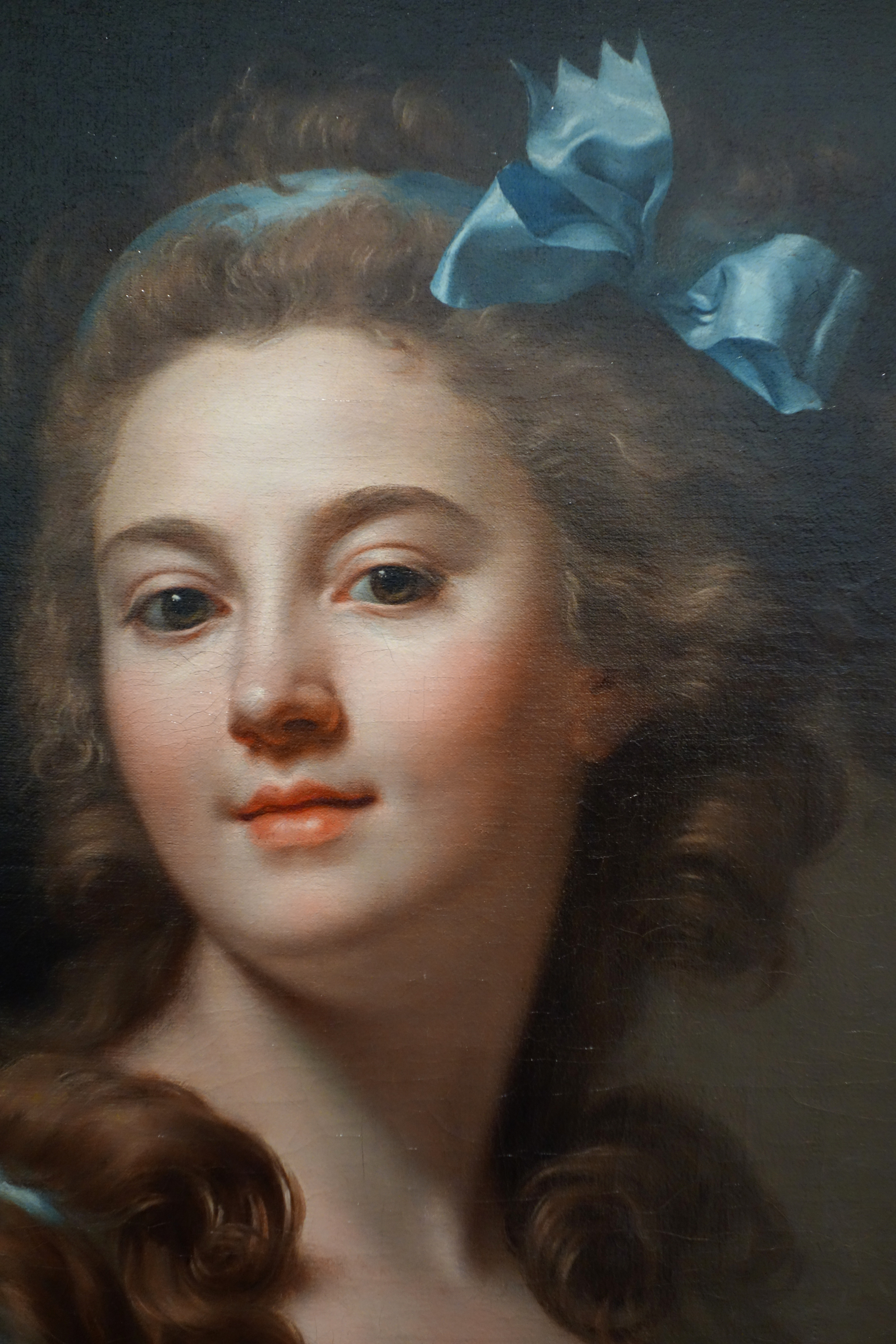
Бантик как аксессуар
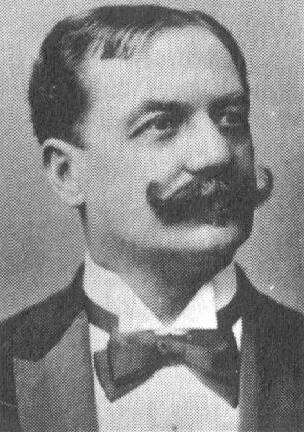
Бантик как аксессуар, завязанный в виде галстука «бабочка»
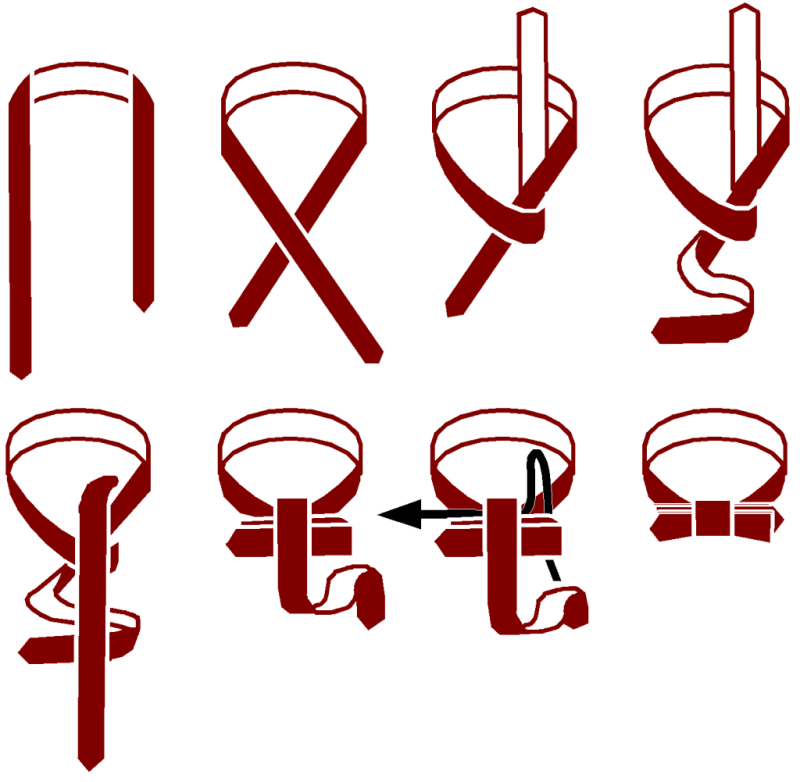
Способ завязывания галстука «бабочка»
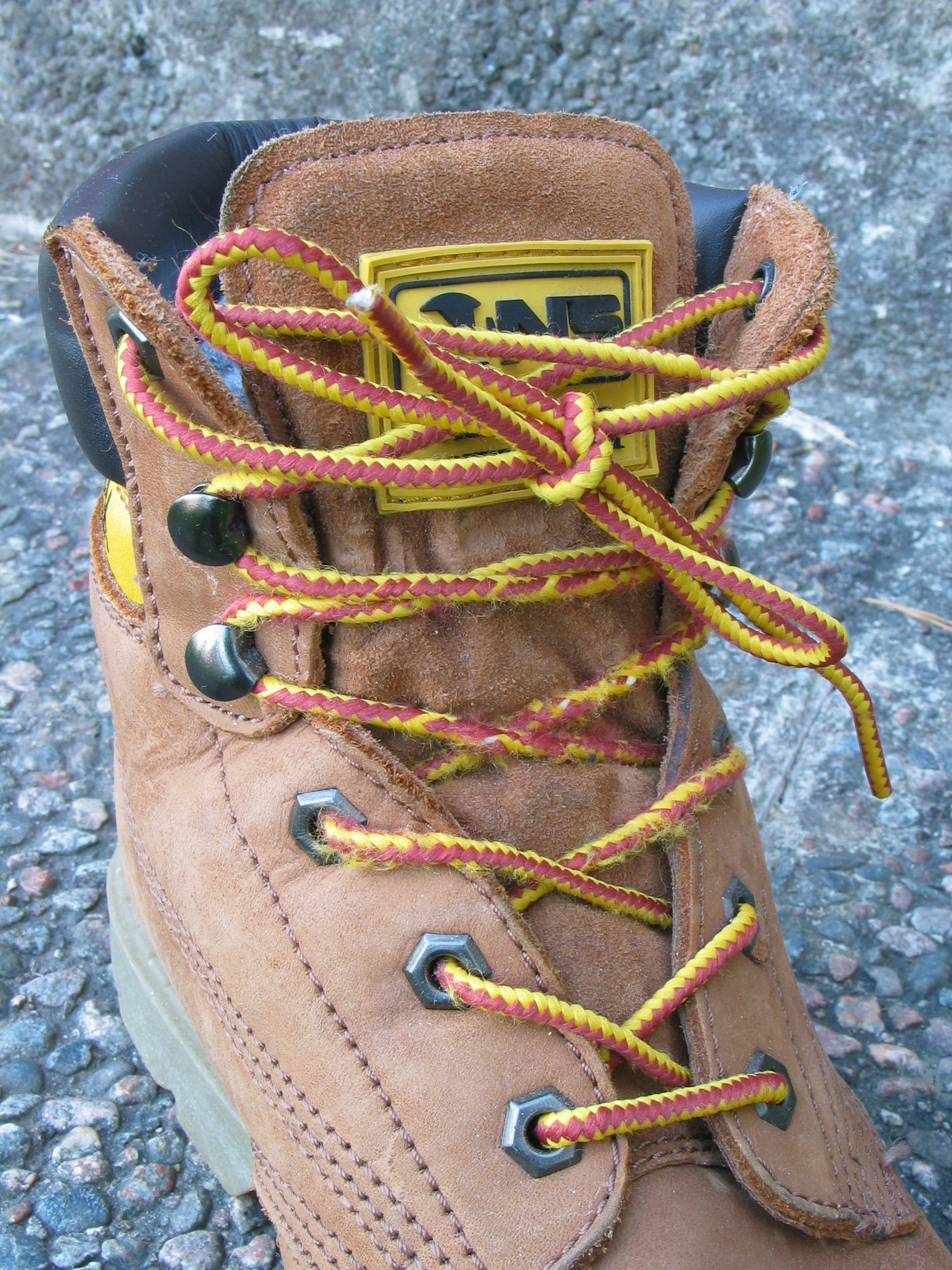
Обувной шнурок, концы которого завязаны «бантиком»